# Pheidole tenuiclavata
Pheidole tenuiclavata är en myrart som beskrevs av Horace Donisthorpe 1943. Pheidole tenuiclavata ingår i släktet Pheidole och familjen myror. Inga underarter finns listade i Catalogue of Life.